# Napo (prowincja)
Prowincja Napo – jedna z 24 prowincji w Ekwadorze. Napo położone jest w północnej części państwa, od północy graniczy z prowincją Sucumbíos, od wschodu z prowincją Orellana, od południa z prowincją Morona-Santiago, oraz od zachodu z prowincjami Tungurahua, Cotopaxi i Pichincha.
Prowincja podzielona jest na 5 kantonów:
1. Archidona
2. Carlos Julio Arosemena Tola
3. El Chaco
4. Quijos
5. Tena